# Нурбек, Саясат
Саясат Нурбек (каз. Саясат Нұрбек; род. 18 мая 1981, Семипалатинск, Казахская ССР) — казахстанский общественный и государственный деятель, политолог. Министр науки и высшего образования Республики Казахстан с 11 июня 2022 года.

## Биография
Окончил Колледж Маршаллтаун (США) по специальности «Политология».
Евразийский национальный университет имени Л. Н. Гумилёва (2004), магистратуру Университета Ла Сапиенца (Италия).
2002—2006 — преподаватель ЕНУ, начальник управления Конгресса молодёжи Казахстана, директор ТОО «Art-Motion».
Ноябрь 2006 — февраль 2008 — менеджер, главный менеджер, советник председателя правления АО «ФУР „Казына“».
2008 — заведующий сектором отдела кадровой политики Администрации Президента Республики Казахстан.
2008 — проректор по международному сотрудничеству Академии государственного управления при Президенте Республики Казахстан.
2008—2009 — исполнительный директор по управлению человеческими ресурсами АО «ФНБ „Самрук-Казына“».
Сентябрь 2009 — октябрь 2010 — директор Национальной школы государственной политики Академии государственного управления при Президенте Республики Казахстан.
Ноябрь 2010 — сентябрь 2013 — президент АО «Центр международных программ».
Сентябрь 2013 — август 2015 — директор Института государственной политики.
Сентября 2015 — июнь 2016 — начальник управления внутренней политики акимата города Алматы
Июль 2016 — ноябрь 2017 — управляющий директор и член совета Международного финансового центра «Астана».
С декабря 2017 года — посол доброй воли National Geographic Kazakhstan.
С августа 2018 по октябрь 2019 года — руководитель образовательных проектов BTSDigital. С октября 2019 по февраль 2022 года — генеральный директор BTS Education.
С июня 2019 года — член Национального совета общественного доверия при Президенте Республики Казахстан.
С 25 февраля 2022 по 11 июня 2022 года — депутат Мажилиса Парламента Казахстана по партийному списку партии «Nur Otan» (1 марта 2022 года переименована в партию «Amanat»).
С 11 июня 2022 года — министр науки и высшего образования Казахстана. Переназначен 4 апреля 2023 года и 6 февраля 2024 года.

## Награды и звания
- Указом президента РК награждён орденом «Курмет» (2021) и медалью «За трудовое отличие»;
- Нагрудный знак МОН РК «Почётный работник образования РК» (2021);
- Почётная Грамота Президента Республики Казахстан — за активное участие в работе Национального совета общественного доверия, вклад в совершенствование государственной политики и развитие гражданского общества.; (декабрь, 2020 года);
- Благодарственное письмо Президента Республики Казахстан с вручением золотого знака «Алтын Барыс» (декабрь, 2019 года);
- Имеет Благодарственные письма Премьер-министра РК, Благодарственное письмо Первого заместителя Председателя партии «Нұр Отан», Благодарственное письмо Секретаря Образования и Культурных Связей США.
- Правительственные медали, в том числе:
  - Медаль «20 лет независимости Республики Казахстан» (2011);
  - Медаль «20 лет Астане» (2018);
  - Медаль «25 лет Ассамблеи народа Казахстана» (2020);
  - Медаль «30 лет независимости Республики Казахстан» (2021);